# Joseph Dedeyn
Joseph Auguste Paul Dedeyn, född 11 december 1880 i Moulineaux i Seine-Inférieure, död 4 juni 1940 i Excideuil i Dordogne, var en fransk bobåkare. Han deltog vid olympiska vinterspelen 1928 i Sankt Moritz och placerade sig på plats nummer 15.